# Marcos Aurélio Sampaio
Marcos Aurélio Pádua Ribeiro Gonçalves de Sampaio (Teresina, 19 de setembro de 1991) é deputado federal pelo Piauí. Nascido em Teresina, no dia 19 de setembro de 1991, é o parlamentar mais jovem da bancada do Piauí na 57º legislatura. Em seu segundo mandato no Congresso nacional, ele integra o Partido Social Democrático (PSD) e foi eleito com: 79.987 votos. Marcos Aurélio é advogado e especialista em Direito Tributário pela Fundação Getúlio Vargas – FGV.
  Mandatos (na Câmara dos Deputados) 
Deputado(a) Federal - 2019-2023, PI, MDB, Dt. Posse: 01/02/2019; Deputado(a) Federal - 2023-2027, PI, PSD, Dt. Posse: 01/02/2023.
  Trabalho 
Marcos Aurélio atualmente integra a Comissão de Turismo, Comissão de Viação e Transportes da Câmara dos Deputados na 57º Legislatura. Ele já foi secretário de Esportes do Estado do Piauí. Em seu primeiro mandato, integrou a Comissão de Ciência, Tecnologia, a Comissão de Viação e Transportes; a Comissão de Finanças e Tributação; a Comissão de Segurança Pública e Combate ao Crime Organizado; a Comissão de Constituição e Justiça e de Cidadania; a Comissão de Relações Exteriores e de Defesa Nacional e a Comissão de Turismo. 
Também participou das seguintes Comissões especiais na 56º Legislatura: PL 4881/12 - Política de Mobilidade Urbana, PEC 034/19 - Orçamento Impositivo, PEC 199/19 - Prisão em 2ª Instância, PL 4881/12 - Política de Mobilidade Urbana, PEC 199/19 - Prisão em 2ª Instância, PEC 045/19 - Reforma Tributária. 
Marcos Aurélio fez parte, na 56º legislatura, dos Grupos de Trabalho:  GT - Implantação da Tecnologia 5G no Brasil, GT - Anteprojeto Novo Código de Processo Penal. 
  Família 
Marcos Aurélio Sampaio é filho do vice-governador do Piauí (2023-2026), Themístocles de Sampaio Pereira Filho e de Conceição de Maria Pádua de Sampaio. É irmão do deputado estadual piauiense, Felipe Sampaio e de Lorena Sampaio Laginski.  Seu avô, Themístocles Sampaio, e seu tio, Marllos Sampaio, também foram deputados federais eleitos em 1998 e 2010, respectivamente. Marcos Aurélio é casado com a tabeliã Manuella Martins Sampaio desde o dia 03 de novembro de 2021.
  Segurança 
A Câmara Federal aprovou o Projeto de Lei 2068/20, de autoria do deputado Marcos Aurélio Sampaio, que trata da ampliação das hipóteses de estelionato majorado no Código Penal.
O Projeto de Lei determina o aumento em até um terço da pena para quem pratica estelionato eletrônico, estelionato cometido por quem está no sistema prisional e estelionato por quem se passa por servidor público ou autoridade pública dos entes da federação.  
Milhares de brasileiros já foram atingidos por crimes praticados durante a pandemia. São aplicativos e sites falsos, além de ligações e mensagens telefônicas utilizados para enganar e roubar dinheiro das pessoas, principalmente as mais humildes.
Marcos Aurélio também defende a necessidade de mudanças no Código Penal e no Código Processual Penal. Para ele, as leis estão ultrapassadas e é preciso celeridade, de modo a conseguir mudanças que possam impor medo ao criminoso de ficar na cadeia.
Segundo o parlamentar, a lei brasileira é clara: não existe crime sem que haja uma lei que o estabeleça. Ele acredita que todos os crimes previstos em Lei devem ter uma rápida sanção punitiva. Marcos Aurélio analisa que essas alterações são urgentes para modernizar a legislação e tornar mais eficiente o combate aos crimes.
  Defesa dos animais 
Em 2022, o deputado Marco Aurélio Sampaio, apresentou na Câmara o Projeto de Lei complementar que prevê o reenquadramento tributário das clínicas veterinárias. O objetivo é que elas realizem mensalmente, de forma gratuita, no mínimo dez cirurgias de castração de animais enviados por organizações da sociedade civil de proteção, sem fins lucrativos.
Além do incentivo tributário, este projeto também poderá trazer um maior controle da população de milhões de cães e gatos no País, aumentar a prevenção de doenças nos animais.
Neste mês de maio de 2023, Marcos Aurélio doou 370kg de ração, em comemoração aos 12 anos da Kika (a cadela da família), aos animais de protetoras independentes de Teresina.

## Dados biográficos
Filho de Themístocles de Sampaio Pereira Filho e Conceição de Maria Pádua Sampaio. Disputou sua primeira eleição como candidato a deputado estadual via PMDB em 2014. Em 2018 foi eleito deputado federal pelo MDB do Piauí com 73.302 votos.

## Antecedentes familiares
Seu pai ocupou a presidência da Assembleia Legislativa do Piauí de 2005 a 2022, somando nove gestões consecutivas. Seu avô, Themístocles Sampaio (eleito em 1998) e seu tio, Marllos Sampaio (eleito em 2010), também foram deputados federais.